# 佛光山

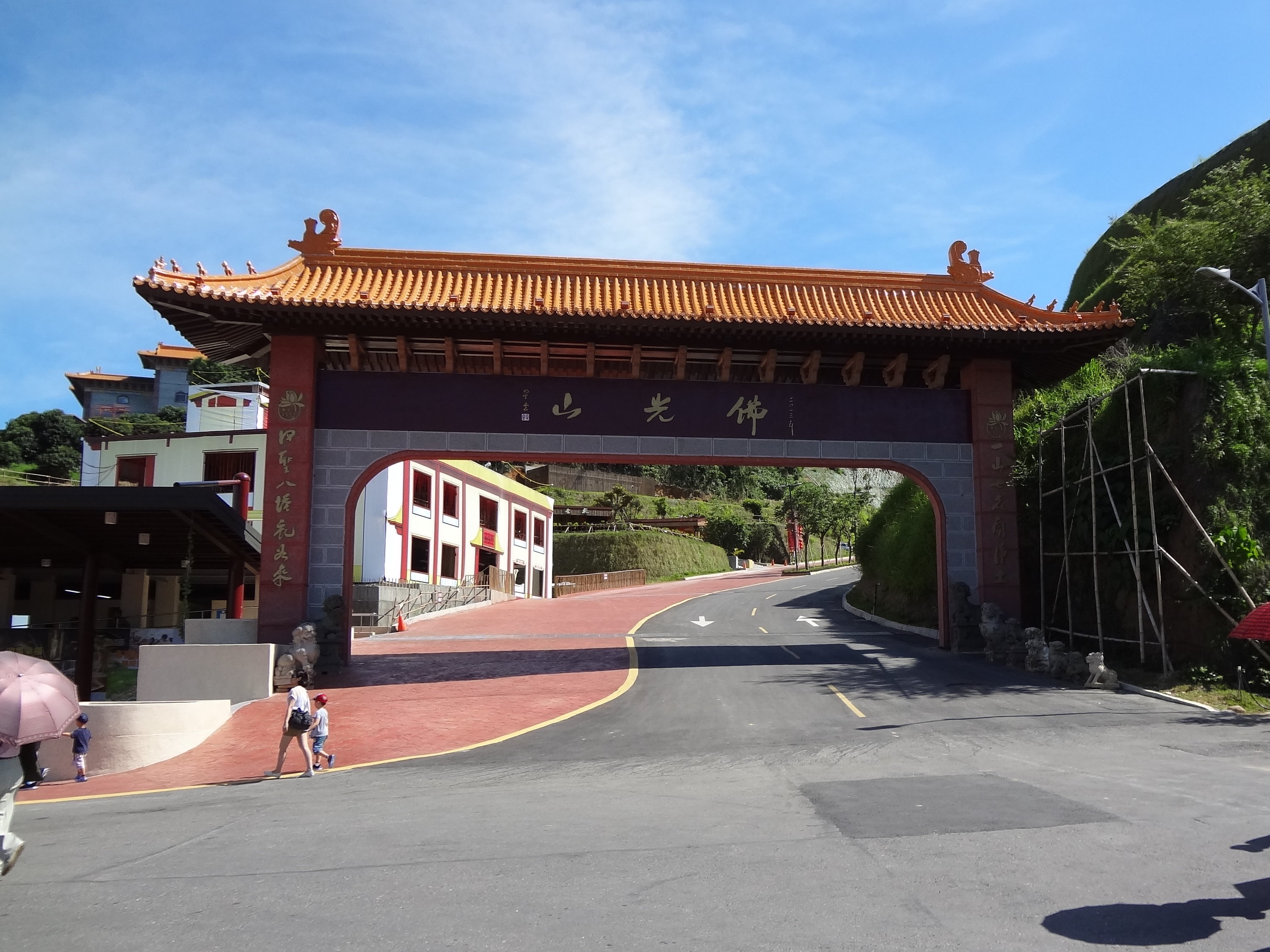
從佛陀紀念館進入佛光山寺的後山門入口

佛光山是大乘佛教教團，為釋星雲法師於1967年5月16日創辦，现为台灣佛教四大名山之一（其他爲北台灣的法鼓山、中台灣的中台山、東台灣的慈濟功德會）。截至2024年，佛光山在全世界共設有300餘座別院或分院。

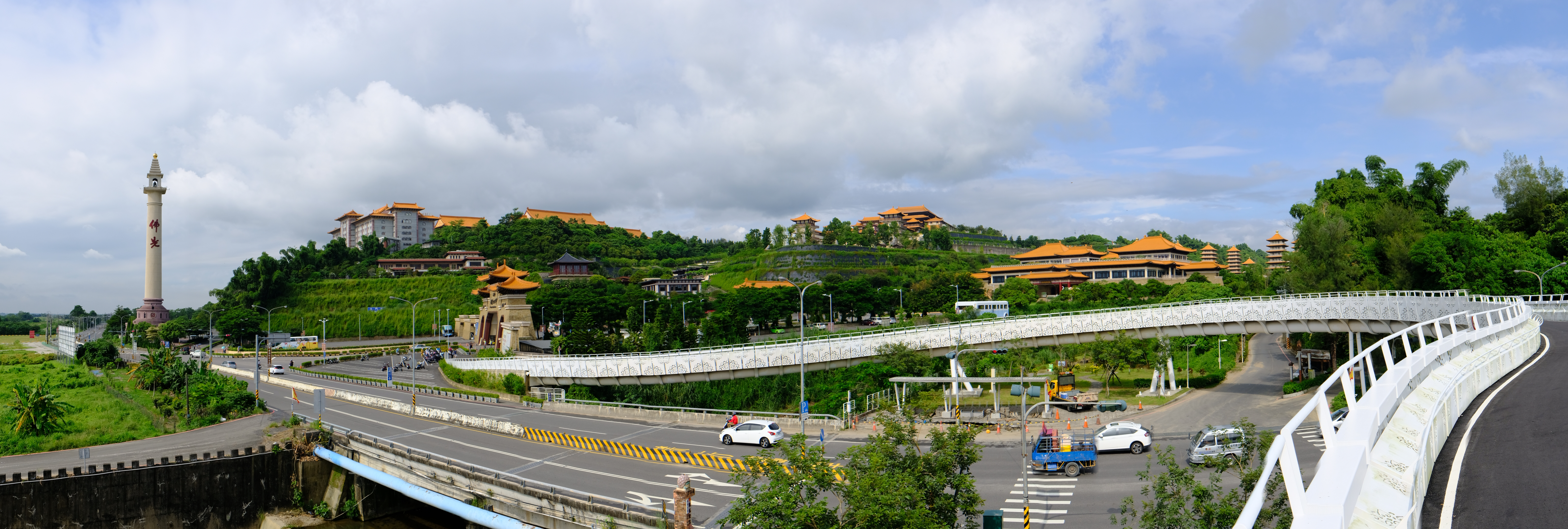
佛光山寺與佛陀紀念館

佛光山融和了漢傳佛教的傳統，集教育、慈善、修持的要旨於「動」中修禪、於「眾」中行佛，完成佛教的現代化及開闊性，並致力於南傳北傳的佛教文化交流，強調遵循的是釋迦佛陀的本懷，是弘揚佛教的人間性理念的人間佛教教團。
佛光山僧信二眾共同建構現代化的大乘佛教菩薩道場暨以佛教在家信眾為主體會員的國際佛光會組織，二者如鳥之雙翼，奉持釋星雲「給人信心、給人歡喜、給人希望、給人方便」的「四給」工作信條，倡導「做好事、說好話、存好心」的三好運動，將佛教淨化人們「身、口、意」與慈悲喜捨的修行要訣，化作現代話的語言與面貌，推展並落實在佛光山道場建築設計的概念及日常行動上。佛光山處處彰顯釋星雲建設「人間淨土」、推展「人間佛教」的理想與精神。高雄總本山因此成為臺灣的佛教名剎，同時是「三寶」具足的莊嚴佛教聖地，是實踐人間佛教的重要根據地。
佛光山的宗旨是使佛教成為社會的中流砥柱，也因此在世界各地建設佛教道場，並建立了五所以佛教為中心的大學院校，是承接釋星雲法師的人間佛教宏願理想。

## 歷史
1967年，釋星雲將高雄佛教文化服務處房屋變賣，購得今高雄市大樹區麻竹園二十餘甲的山坡地作為建寺用地。於5月16日動土起建，並定名為「佛光山」。
1997年，釋星雲在臺灣媒體面前宣布，佛光山即將封山，這項消息震撼全台灣。釋星雲封山的原因是為了要提供佛光山常住僧眾一個寧靜的修行環境。2000年，時任中華民國總統陳水扁及其他中華民國政府官員從高雄拜訪佛光山，並且期許佛光山能夠重啟山門。經過層層考慮，佛光山終於決定重啟山門，並且提供大眾一個清靜的環境來修行。

## 歷任宗長（住持）

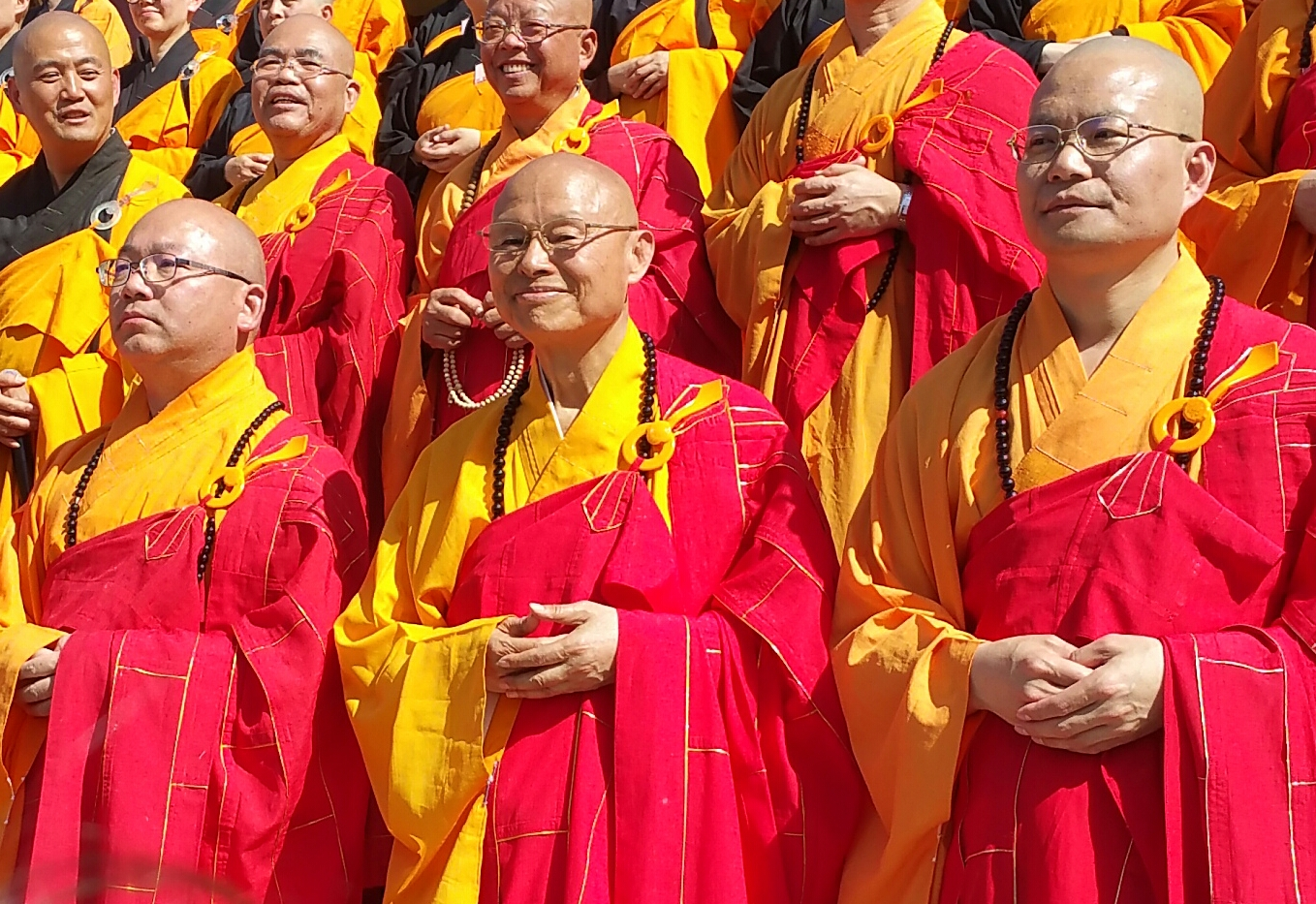
佛光山歷任宗長：釋心保，釋心定，釋心培

由釋星雲擔任第一至三任宗長，退位之後由釋心平擔任第四任宗長，之後由釋心定擔任第五、六任宗長，釋心培擔任第七、八任宗長，目前現任宗長是第九、十、十一任釋心保。

## 宗旨、信念

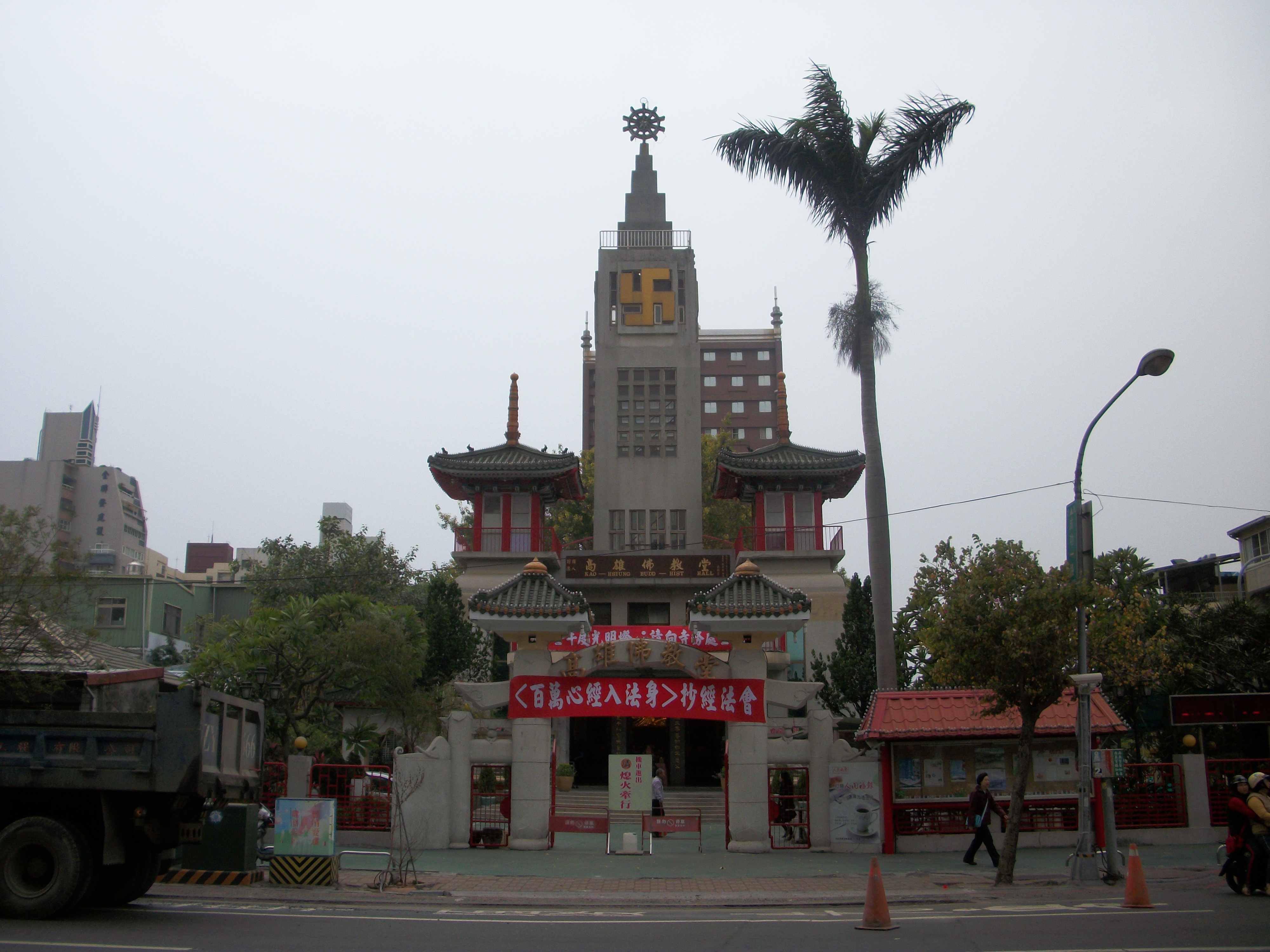
位於高雄市成功路的高雄佛教堂

佛光山提倡「人間佛教」，根據佛光山定義：提倡把佛教帶入生活，讓眾生能夠在日常與佛接心，這就是人間佛教。從佛光山開山以來，數十個別分院以及組織在全世界各大洲建立起來；同時，孕育了超過1,300名的出家眾。佛光山強調以教育及服務來弘法，在這數十年創立了大學、佛教學院、圖書館、出版社、翻譯中心、藝文中心、茶館，並且也積極推動行動式的義診。同時也創辦了育幼院、老人之家、高級中學、報紙及電視台。

### 教育
- 佛光大學：位於臺灣宜蘭縣礁溪鄉。
- 南華大學：位於臺灣嘉義縣大林鎮。
- 西來大學：位於美國加利福尼亞州柔似蜜。
- 南天大學：位於澳洲臥龍崗市[5]。
- 光明大學：位於菲律賓馬尼拉[6]。
- 普門中學：位於臺灣高雄市大樹區。
- 均一中學：位於臺灣台東縣台東市。
- 智光商工：位於臺灣新北市永和區。
- 均頭國中：位於臺灣南投縣埔里鎮[7]。
- 佛光山叢林學院：位於高雄市大樹區。

## 爭議

### 遭質疑為疫苗掮客賺牟利
2022年11月，衛福部長薛瑞元指出，有疫苗掮客意圖透過宗教團體（暗示為佛光山）從中牟利，卻遭時任衛福部長陳時中擋下引起爭議。對此，佛光山指出毫無透過掮客購買疫苗，表示「除向醫院警消等單位提供防疫資源外，亦計畫向美國藥廠Johnson＆Johnson洽購疫苗，欲轉贈相關單位分配應急，毫無「透過掮客購買」情事。」

## 國際佛光會
「國際佛光會」（英文：Buddha's Light International Association；BLIA），是釋星雲於1992年創辦的佛教組織。
總部設於美國加州哈仙達崗的佛光山西來寺（Hsi Lai Temple）。最先是「中華佛光協會」，成立於1991年2月3日；之後陸續於世界各地成立分會。1992年5月16日國際佛光日，國際佛光會世界總會於美國洛杉磯正式成立。目前全球會員人數為六百萬人，全球協會、分會等遍佈五大洲。國際佛光會是一個由出家僧眾及在家居士所組成的佛教組織，主旨在於將佛法生活化以及提倡「人間佛教」。該會歡迎社會各界參與佛教法會、活動及種種有關利益社會的事。另外，國際佛光會也持續以親和的態度，與其他宗教團體以各自的宗教文化特色及教育理念交流往來。

### 佛光會駐聯合國辦公室
2003年通過聯合國經濟社會理事會審查，成為聯合國非政府組織（NGO）的會員，陸續於聯合國重要據點瑞士日內瓦、南美智利、亞洲泰國及美國紐約曼哈頓設置觀察連絡員。

## 佛陀紀念館

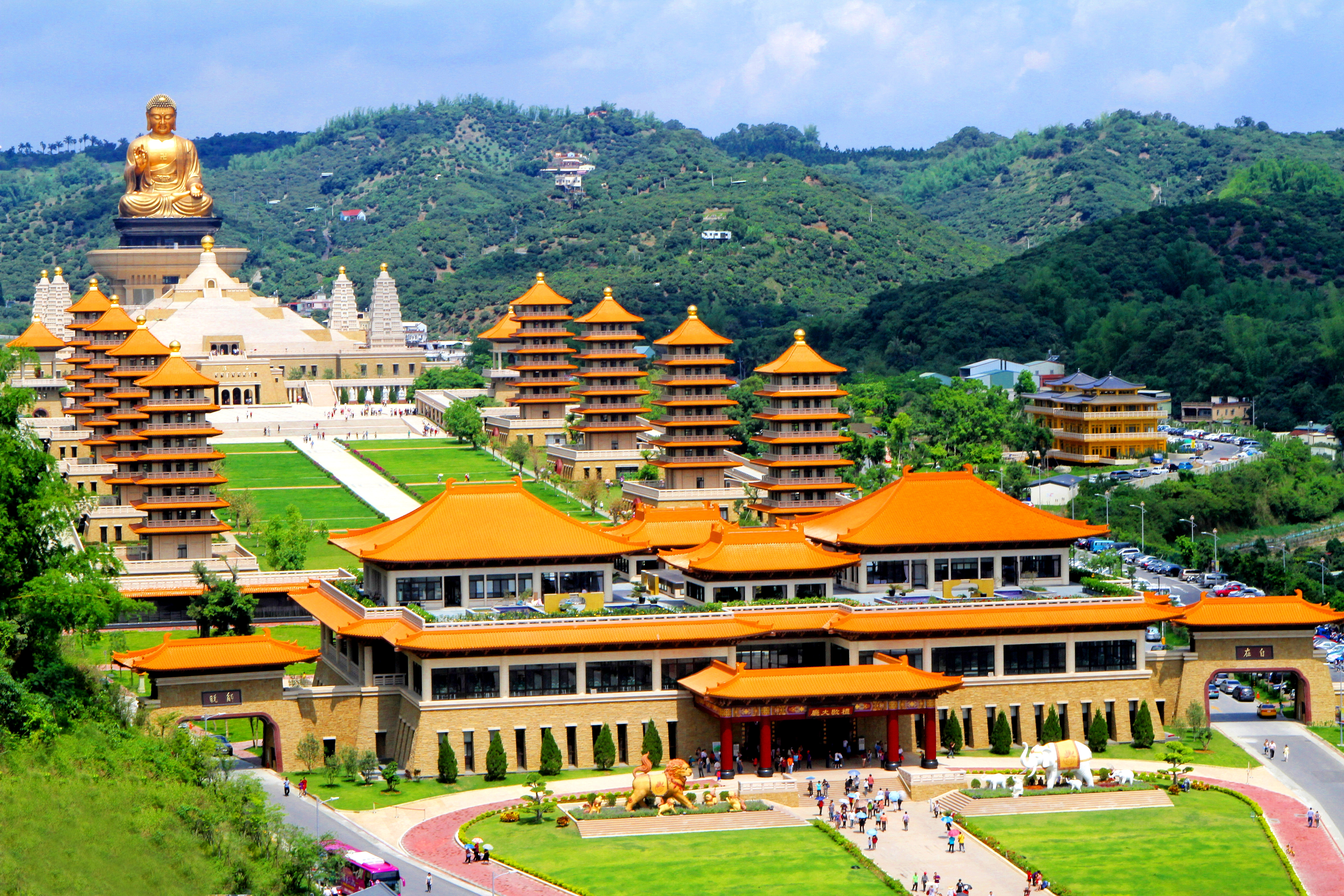
佛陀紀念館

佛陀紀念館位於總本山隔壁，2003年舉行安基典禮，2011年12月25日落成。興建緣起於1998年釋星雲至印度菩提伽耶傳授國際三壇大戒，當時西藏喇嘛貢噶多傑仁波切（Kunga Dorje Rinpoche），感念佛光山寺長期為促進世界佛教漢藏文化交流，創設中華漢藏文化協會，並舉辦世界佛教顯密會議，乃至創立國際佛光會等，是弘揚人間佛教的正派道場，遂表達贈送護藏近三十年的佛牙舍利心願，盼能在台灣建館供奉，讓正法永存，舍利重光。佛陀紀念館坐西朝東，占地總面積一百餘公頃，自安基至竣工，歷經九年，光外觀設計圖便繪製了百餘張，後經一再修改，最後釋星雲以一疊面紙和幾個瓶子作為範例，也就奠定了佛館的設計圖，成為現在除了主體建築本館外，更有所謂「前有八塔，後有大佛，南有靈山，北有祇園」的宏偉格局。主要建築位於中軸線上，從東至西依序有禮敬大廳、八塔、萬人照相台、菩提廣場、本館及佛光大佛等，另外南有靈山，北有祇園；八座佛塔分別是一教、二眾、三好、四給、五和、六度、七誡、八道。

## 交通資訊

### 自行開車
- 若由北向南下，由中山高速公路至台南系統交流道後，轉台南支線至新化系統交流道接福爾摩沙高速公路，經過中寮隧道後自燕巢系統交流道轉高雄支線往旗山方向，下嶺口交流道，右轉台29線即可抵達。
- 若由南向北上，可從高雄中山四路或中正、九如路交流道上中山高速公路，於鼎金系統交流道上高雄支線往旗山方向，下嶺口交流道，右轉台29線即可抵達。

### 大眾運輸
- 搭乘台鐵
  - 至新左營車站轉搭高雄客運E02哈佛快線 至佛陀紀念館。
  - 至高雄車站，轉乘高雄客運8009路、8010路、8010區間車。
  - 至鳳山車站，轉搭東南客運大樹祈福線至佛陀紀念館。
  - 至九曲堂車站，轉搭東南客運橘7B路、大樹祈福線、高雄客運8010路、8010區間車至佛陀紀念館。
- 搭乘高雄捷運
  - 至捷運大東站、捷運鳳山國中站，轉搭東南客運大樹祈福線至佛陀紀念館。
- 搭乘高鐵
  - 至高鐵左營站轉搭高雄客運E02哈佛快線至佛陀紀念館。
- 搭乘公車
  - 東南客運
    - 橘7B路：自由路（被服廠）─佛陀紀念館
    - 大樹祈福線：臺鐵鳳山站─佛陀紀念館

  - 高雄客運
    - 8009路：高雄─澄清湖─旗山
    - 8010路：高雄─旗山
    - 8010區間車：鳳山─旗山
    - E02哈佛快線：高鐵左營站─佛光山

### 遠期計畫
由於是高雄觀光旅遊景點，以及為方便來往佛光山之民眾，前縣政府曾規畫公車捷運系統的高雄捷運佛光山線，但因不符成本而變更為遠期計畫。

## 外部連結
- 佛光山全球資訊網 （页面存档备份，存于）（繁體中文）
- 佛光山的Facebook專頁（繁體中文）
- 佛光山梵唄（2之1） （页面存档备份，存于），呂炳川錄製，臺灣音樂館典藏
- 佛光山梵唄（2之2） （页面存档备份，存于），呂炳川錄製，臺灣音樂館典藏